# Station Angmering
Angmering is een station van National Rail in East Preston, Arun in Engeland. Het station is eigendom van Network Rail en wordt beheerd door Southern. 